# Coenraad (III) van Neurenberg
Coenraad (III) van Neurenberg (Namen, omstreeks 1550 - Dordrecht (?), 1601) was een steenhouwer en architect.
Coenraad van Neurenberg, ook wel gespeld als Coenraat (van) Norenburch, Conrad von Nürnberg of Coenraet Norenburch, kwam uit een architecten-, metselaars- en steenhouwersfamilie afkomstig uit de stad Namen, mogelijk oorspronkelijk uit Neurenberg. Diverse leden van de familie droegen de naam Coenraad. Omstreeks 1500 was een Coenraad (I) van Neurenberg (ca. 1465-ca. 1542) werkzaam als bouwmeester en steenhandelaar in Maastricht. In 1522 zou hij uit de stad zijn verbannen vanwege een instorting van een door hem gebouwd deel van de stadsmuur nabij de Boschpoort. In 1535 was hij echter weer (of nog) in Maastricht werkzaam. Nakomelingen van hem waren betrokken bij prestigieuze bouwprojecten in onder andere Sittard, Nijmegen, 's-Hertogenbosch, Willemstad, Utrecht, Leiden, Haarlem en Amsterdam.
Bekend is over hem dat hij na 1585 in Dordrecht woonde en werkte. Hij was de bouwer van de Hervormde Kerk in Willemstad. Zijn zoon die dezelfde naam droeg en vermeld wordt als Coenraad IV was houtbewerker en maakte voor de Sint-Janskathedraal in 's-Hertogenbosch de preekstoel in 1610 en het doksaal. De preekstoel is nog aanwezig. Het doksaal werd verkocht in 1866 aan het South Kensington Museum in Londen, en is daar te bezichtigen.
Waarschijnlijk behoort ook tot zijn familie de architect en steenhouwer Wilhelm von Noerenburg, die tussen 1540 en 1546 de poort tussen de Markt en de Stevenskerk van Nijmegen bouwde.